# Ingrid Ryning
Ingrid Ryning, folkbokförd (efter giftermål) som Ingrid Eva Kristina Kuhlberg, född 30 september 1921 i Göteborg, död där 18 maj 1978, var en svensk skådespelare och operasångare.
Ryning tillhörde den fasta ensemblen på Stora Teatern i Göteborg och var med i ett flertal uppsättningar under 1950-, 1960- och 1970-talen.
Hon blev också känd för sin roll som bondhustrun Anna-Lisa Andersson i TV-serien Hem till byn på 1970-talet. Ryning är begravd på Östra kyrkogården i Göteborg.